# De Verenigde Staten van Eva
De Verenigde Staten van Eva is een documentaireserie voor de Nederlandse televisie over de Verenigde Staten. De serie wordt gepresenteerd door Eva Jinek en op donderdagavond uitgezonden door de KRO-NCRV op NPO 1.
De eerste zesdelige reeks werd uitgezonden in augustus en september 2016 en een tweede reeks van opnieuw zes afleveringen volgde in oktober en november 2017.

## Inhoud
In de aanloop naar de Amerikaanse presidentsverkiezingen van 2016 maakt journalist en talkshow-presentator Eva Jinek een roadtrip van de west- naar de oostkust van de Verenigde Staten en probeert door haar reis Amerikanen beter te begrijpen en te ontdekken wat er nog over is van het land waar ze ooit geboren werd en opgroeide.
In de verkiezingen van 2016 werd zakenman Donald Trump namens de Republikeinse Partij gekozen tot president. In de tweede reeks volgt Jinek een aantal gewone Amerikanen in het eerste jaar van Trumps presidentschap.

## Afleveringen

### Seizoen 1
| Afl. | Titel                                  | Vanuit          | Onderwerp                                     | Uitzenddatum      |
| ---- | -------------------------------------- | --------------- | --------------------------------------------- | ----------------- |
| 1    | Op zoek naar de Amerikaanse identiteit | Californië      | Wanneer ben je een echte Amerikaan?           | 25 augustus 2016  |
| 2    | Vrijheid boven alles                   | Arizona         | Wat betekent vrijheid voor Amerikanen?        | 1 september 2016  |
| 3    | Terug naar Tulsa                       | Oklahoma        | Jinek gaat terug naar haar geboorteplaats     | 8 september 2016  |
| 4    | Rijkdom en armoede                     | Texas           | De ongelijke inkomensverdeling                | 15 september 2016 |
| 5    | Blank en zwart                         | South Carolina  | Racisme in Amerika                            | 22 september 2016 |
| 6    | Het centrum van de macht               | Washington D.C. | Heeft iedereen kans om aan de macht te komen? | 29 september 2016 |

### Seizoen 2
| Afl. | Titel               | Vanuit                                    | Onderwerp                                                          | Uitzenddatum     |
| ---- | ------------------- | ----------------------------------------- | ------------------------------------------------------------------ | ---------------- |
| 1    | Zorgen voor zorg    | Wise, Virginia                            | Veel Amerikanen hebben geen toegang tot betaalbare gezondheidszorg | 19 oktober 2017  |
| 2    | Een warm welkom     | Waumandee, Wisconsin                      | Hoe voelen Mexicaanse migranten zich onder Trump?                  | 26 oktober 2017  |
| 3    | Innercity blues     | Chicago, Illinois                         | Verpauperde binnensteden                                           | 2 november 2017  |
| 4    | In Trump we trust   | Philadelphia, Pennsylvania                | Trump-aanhangers in Democratische bolwerken                        | 9 november 2017  |
| 5    | Vrouwelijk verzet   | Naperville, Illinois & New York, New York | Women's march: hoe vrouwen zich verzetten tegenover Trump          | 16 november 2017 |
| 6    | Een nieuwe toekomst | Hinton, West Virginia                     | Innovatie in oude industriële gebieden                             | 23 november 2017 |

## Ontvangst
Recensent Hans Beerekamp van de NRC vergeleek De Verenigde Staten van Eva met de deels gelijktijdig lopende VPRO-serie Droomland Amerika. Hij concludeerde dat het programma "de presentatrice op haar best [laat] zien: energiek, gepassioneerd, vaak emotioneel" en dat Jinek in tegenstelling tot Droomland Amerika-presentator Eelco Bosch van Rosenthal nog in de Amerikaanse Droom gelooft. Julien Althuisius van de Volkskrant maakte dezelfde vergelijking en concludeerde dat het programma wat "luchtiger en frivoler" was dan Droomland Amerika.
De eerste aflevering trok volgens de Stichting Kijkonderzoek 628.000 kijkers.